# 韋斯特貝格山
47°42′06″N 11°50′55″E / 47.70178°N 11.84858°E

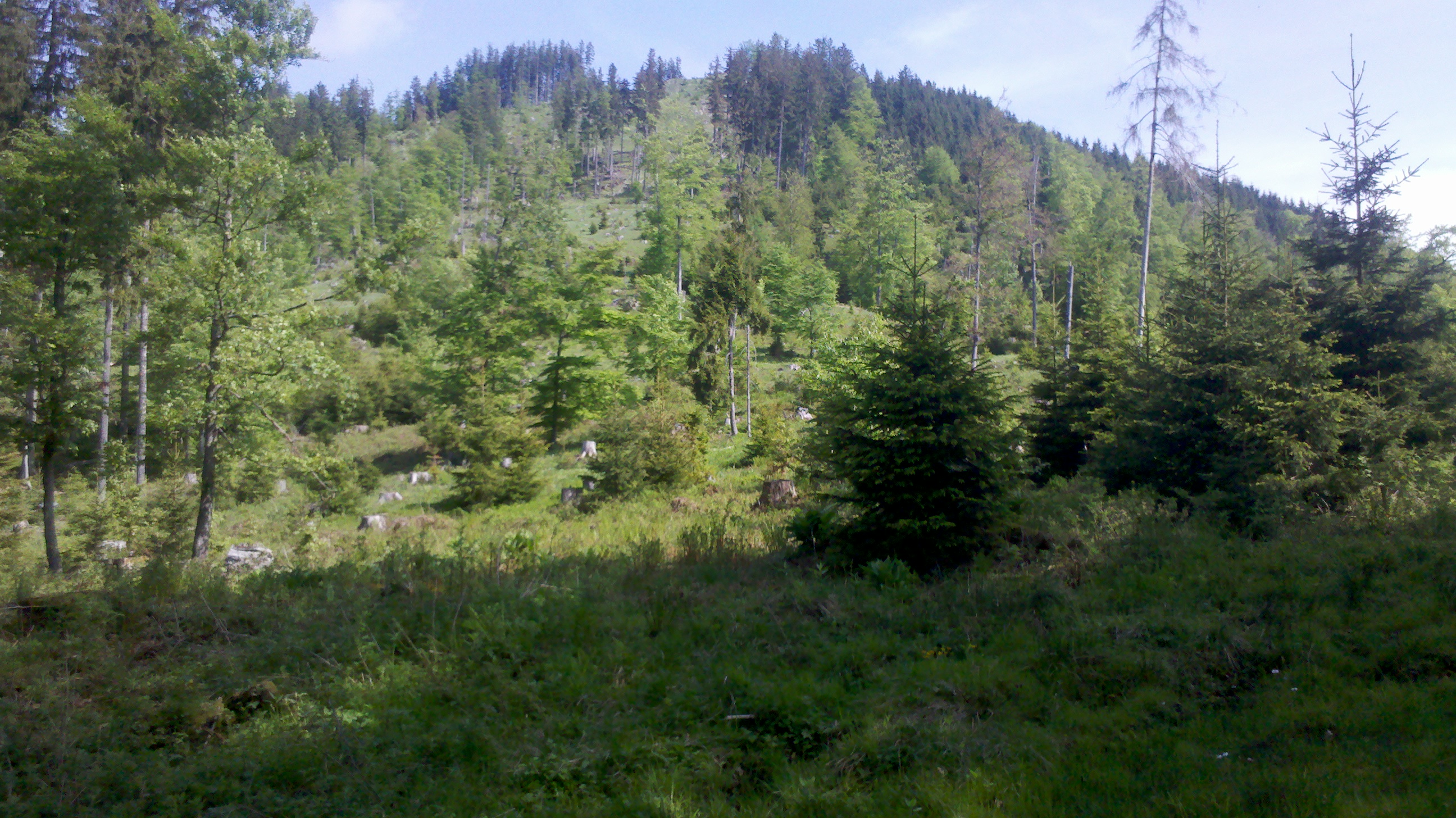

韋斯特貝格山（德語：Westerberg），是德國的山峰，位於該國東南部，由巴伐利亞負責管轄，屬於巴伐利亞前阿爾卑斯山脈的一部分，距離布雷謝峰1.4公里，海拔高度1,329米。